# Inachus aguiarii
Inachus aguiarii is een krabbensoort uit de familie van de Inachidae. De wetenschappelijke naam van de soort is voor het eerst geldig gepubliceerd in 1876 door Brito Capello.